# Don't Call Me Up
Don't Call Me Up è un singolo della cantante britannica Mabel, pubblicato il 18 gennaio 2019 come quinto estratto dalla riedizione del primo mixtape Ivy to Roses e come primo singolo estratto dal primo album in studio High Expectations.

## Descrizione
Mabel ha scritto Don't Call Me Up con Camille Purcell e Steve Mac, la cui produzione è stata affidata a quest'ultimo. A differenza delle sue precedenti sessioni di scrittura e registrazione, Mabel ha avuto solo un giorno di lavoro con i due e la registrazione ha escluso le armonie e gli ad-libs comuni nel suo precedente materiale. È andata nella sessione sentendosi triste per una precedente relazione e voleva scrivere una canzone di separazione positiva per sentirsi meglio.
La canzone deriva dalla frase Don't Call Me Up del ritornello, che è stata inventata durante una discussione sull'ignorare le telefonate degli ex e di come ci si sentisse bene nel farlo. Trovandolo semplice e riconoscibile, hanno deciso di usarlo anche nei versi. È stata la prima canzone che Mabel ha registrato dove la sua voce della versione iniziale e di quella finale sembrano quasi identiche.

## Pubblicazione
Prima della sua pubblicazione ufficiale il 18 gennaio 2019, Mabel ha debuttato Don't Call Me Up dal vivo durante il suo These Are the Best Times Tour nel dicembre 2018. La Capitol Records ha inviato la canzone alle radio contemporanee negli Stati Uniti il 19 febbraio 2019. In Italia, invece, è stata mandata alle radio mainstream dall'Universal il 22 febbraio 2019.

## Promozione
Il 13 febbraio 2019 la cantante si è esibita con la canzone e una cover di Touch delle Little Mix al Live Lounge della BBC Radio 1. L'ha poi cantata al programma norvegese-svedese Skavlan il 22 febbraio successivo e il 7 marzo ai Global Awards 2019 con Fine Line. L'ha poi esibita alla semifinale di Ireland's Got Talent il 30 marzo e il 22 maggio al Tonight Show di Jimmy Fallon.

## Accoglienza
Don't Call Me Up è stata ben accolta dalla maggior parte dei critici musicali. Nella sua recensione per Clash, Robin Murray ha definito la canzone «il momento pop più potente di Mabel», notando la sua «vibrante vocalità e il suo stile coinvolgente e sfumato». Cerys Kenneally di Line of Best Fit ha definito la traccia «enorme», mentre un recensore di DIY l'ha considerata «un po' un inno di empowerment». Roisin O' Connor per The Independent  ha incluso la canzone nella sua lista delle nuove uscite preferite, definendola «una banger per amare se stessi». Scrivendo per il Sunday Times, Dan Cairns l'ha reputata «un bacio pieno d'amore che è allo stesso tempo antimico e inconfutabile».
Billboard l'ha definita una delle prime contendenti per il titolo di canzone dell'estate negli Stati Uniti con lo scrittore Gab Ginsberg che ha paragonato il suo beat «contagioso» a Shape of You di Ed Sheeran e il suo potente messaggio a New Rules di Dua Lipa. Glenn Gamboa di Newsday ha detto che il groove è simile a Shape of You, ma il suo atteggiamento «la fa distinguere». In una recensione meno favorevole, Michael Cragg per The Guardian ha trovato la parte prima del ritornello «squisita» ma anche la canzone «senza rischi» e l'ha paragonata negativamente a Shape of You.

## Tracce
Download digitale
1. Don't Call Me Up – 2:58

Download digitale (EP remix)
1. Don't Call Me Up (con R3hab) (R3hab Remix) – 2:33
2. Don't Call Me Up (APD Remix) – 3:14
3. Don't Call Me Up (Burak Yeter Remix) – 3:12
4. Don't Call Me Up (Zac Samuel Remix) – 3:28
5. Don't Call Me Up (Conducta Remix) – 3:27

Download digitale (versione acustica)
1. Don't Call Me Up (versione acustica) – 3:32

## Formazione
Musicisti
- Mabel – voce
- Camille Purcell – cori
- Chris Laws – batteria
- Steve Mac – tastiera
- Tim Laws – chitarra

Produzione
- Steve Mac – produzione
- Dan Pursey – ingegneria del suono
- Chris Laws – ingegneria del suono
- Mark "Spike" Stent – missaggio
- Michael Freeman – assistenza al missaggio
- Stuart Hawkes – mastering

## Successo commerciale
Don't Call Me Up è diventata la più grande hit della carriera di Mabel. A gennaio 2019, ha debuttato all'11ª posizione della Official Singles Chart britannica con 23 325 copie vendute nella sua prima settimana. Ha raggiunto la 3ª posizione a marzo, che ha mantenuto per tre settimane consecutive, diventando la canzone della cantante ad arrivare più in alto nella classifica e la sua seconda top ten dopo Finders Keepers del 2017.
Negli Stati Uniti, è diventando il primo singolo di Mabel ad entrare nella Billboard Hot 100, debuttando alla 97ª posizione con un'audience radiofonica di 12,3 milioni di ascoltatori, 6 milioni di riproduzioni streaming e 3 000 copie digitali vendute. È infine arrivata alla sessantaseiesima posizione a fine maggio.
In Italia è stato il 49º singolo più trasmesso dalle radio nel 2019.

## Classifiche

### Classifiche settimanali
| Classifica (2019) | Posizione massima |
| ----------------- | ----------------- |
| Australia         | 16                |
| Austria           | 10                |
| Belgio (Fiandre)  | 2                 |
| Belgio (Vallonia) | 5                 |
| Bulgaria          | 5                 |
| Canada            | 29                |
| Croazia           | 7                 |
| Danimarca         | 6                 |
| Estonia           | 8                 |
| Finlandia         | 6                 |
| Francia           | 20                |
| Germania          | 10                |
| Grecia            | 6                 |
| Irlanda           | 3                 |
| Islanda           | 19                |
| Italia            | 17                |
| Lettonia          | 12                |
| Lituania          | 8                 |
| Lussemburgo       | 3                 |
| Norvegia          | 3                 |
| Nuova Zelanda     | 19                |
| Paesi Bassi       | 2                 |
| Polonia           | 14                |
| Portogallo        | 29                |
| Regno Unito       | 3                 |
| Repubblica Ceca   | 20                |
| Romania           | 3                 |
| Russia            | 4                 |
| Slovacchia        | 13                |
| Slovenia          | 3                 |
| Spagna            | 68                |
| Stati Uniti       | 66                |
| Svezia            | 10                |
| Svizzera          | 9                 |
| Ucraina           | 5                 |
| Ungheria          | 10                |

### Classifiche di fine anno
| Classifica (2019) | Posizione |
| ----------------- | --------- |
| Australia         | 50        |
| Austria           | 23        |
| Belgio (Fiandre)  | 6         |
| Belgio (Vallonia) | 14        |
| Canada            | 80        |
| Danimarca         | 17        |
| Francia           | 47        |
| Germania          | 18        |
| Irlanda           | 16        |
| Islanda           | 22        |
| Italia            | 53        |
| Lettonia          | 68        |
| Norvegia          | 16        |
| Paesi Bassi       | 11        |
| Polonia           | 53        |
| Portogallo        | 66        |
| Regno Unito       | 9         |
| Romania           | 14        |
| Russia            | 20        |
| Slovenia          | 9         |
| Svezia            | 29        |
| Svizzera          | 15        |
| Ungheria          | 29        |
| Classifica (2020) | Posizione |
| Croazia           | 38        |
| Portogallo        | 151       |
| Regno Unito       | 93        |